# Jay Caufield
Jay Caufield (* 17. Juli 1960 in Philadelphia, Pennsylvania) ist ein ehemaliger US-amerikanischer Eishockeyspieler, der in seiner aktiven Zeit von 1984 bis 1994 unter anderem für die New York Rangers, Minnesota North Stars und Pittsburgh Penguins in der National Hockey League gespielt hat.

## Karriere
Jay Caufield spielte zunächst von 1980 bis 1985 American Football an der University of North Dakota. Anschließend entschied er sich jedoch für eine Karriere als Eishockeyspieler, kam in der Saison 1984/85 jedoch nur zu einem Spiel für die Eishockeymannschaft seiner Universität in der National Collegiate Athletic Association zum Einsatz. Am 8. Oktober 1985 unterschrieb der Flügelspieler einen Vertrag als Free Agent bei den New York Rangers, für die er in der Saison 1986/87 in insgesamt 16 Spielen in der National Hockey League zwei Tore und eine Vorlage erzielte. Die restliche Zeit im Franchise der Rangers verbrachte er allerdings bei deren Farmteams New Haven Nighthawks aus der American Hockey League sowie Toledo Goaldiggers und Flint Spirits aus der International Hockey League. 
Am 8. Oktober 1987 wurde Caufield zusammen mit Dave Gagner im Tausch gegen Jari Grönstrand und Paul Boutilier an die Minnesota North Stars abgegeben. In der Saison 1987/88 stand er jedoch nur in einem Spiel für Minnesota in der NHL auf dem Eis, während er die gesamte restliche Spielzeit bei deren IHL-Farmteam Kalamazoo Wings verbrachte. Von 1988 bis 1993 spielte der US-Amerikaner für die Pittsburgh Penguins, mit denen er in den Spielzeiten 1990/91 und 1991/92 jeweils den prestigeträchtigen Stanley Cup gewann. Während seiner Zeit bei den Penguins spielte er zudem drei Mal für die Muskegon Lumberjacks in der IHL. In der Saison 1993/94 spielte er noch einmal für sein Ex-Team Kalamazoo Wings in der IHL, ehe er seine Karriere im Alter von 34 Jahren beendete.

## Erfolge und Auszeichnungen
- 1991 Stanley-Cup-Gewinn mit den Pittsburgh Penguins
- 1992 Stanley-Cup-Gewinn mit den Pittsburgh Penguins